# ウィリアム・パトリック・クラーク
ウィリアム・パトリック・クラーク（英語: William Patrick Clark、1931年10月23日 - 2013年8月10日）は、アメリカ合衆国の政治家。1983年11月から1985年2月まで同国の第44代内務長官を務めた。

## 生涯
1931年10月23日にカリフォルニア州オックスナードにて誕生した。クラークはヴィラノヴァ私立学校で学び、スタンフォード大学とサンタクララ大学を卒業した。1959年にクラークは法律事務所クラーク・コール・フェアフィールド社を設立し、共同経営者として弁護士業を開業した。1963年からはクラークの一族が所有するクラーク・ランド・アンド・キャトル社でも社長を務めた。
1966年11月にカリフォルニア州の州知事選挙でロナルド・レーガンが当選すると、1967年9月に首席補佐官となった。1969年にクラークはレーガンからカリフォルニア州サンルイスオビスポ郡の州高等裁判所判事に任命された。1971年7月に控訴裁判所判事に任命され、1973年3月から1981年2月まで同州最高裁判所判事を務めた。
1981年1月20日にレーガンが大統領に就任すると、クラークは同年3月に国務副長官、1982年1月に大統領補佐官（国家安全保障問題担当）、1983年11月に内務長官となった。1985年2月に内務長官を辞任してレーガン政権を離脱し、その後は核兵器計画管理作業部会の議長、国防総省で長期統合戦略委員会の委員、大統領特使としてナバホ族委員会及びホピ族委員会で議長、ロナルド・レーガン大統領図書館の理事を務めた。
2013年8月10日にカリフォルニア州シャンドンにて、81歳で死去した。

## 家族
1955年5月にヨハンナ・ジョアン・ブラウナーと結婚し、5人の子女が誕生した。両者の婚姻関係は2009年4月にジョアンが死去するまで続いた。